# KOZJIN
KOZJIN（コウジン、英: KOZJIN INTERNATIONAL PTE. LTD、中: 科金国际集團）は、シンガポールのブロックチェーン不動産開発および暗号通貨発行企業である。通称「KOZJIN（コウジン）」、暗号資産「KOZ」を発行。

## 創始者
KOZJIN（コウジン）の創始者はアン・ジッ・チエン（英: Jit Chien, Ang、別名：Dato'Sri Francis Ang　ダトースリ・フランシス・アン）である。

## 最高幹部

### 役員一覧（エリートチーム）
| 役職名                            | 氏名                                   |
| --------------------------------- | -------------------------------------- |
| 創始者                            | DATO' SRI FRANCIS ANG (Jit Chien, Ang) |
| 最高経営責任者                    | AC RICK                                |
| 業務最高責任者                    | NICHOLAS VONG                          |
| マーケティング最高責任者          | KC WONG                                |
| 最高戦略責任者                    | SAM TANG                               |
| 広報最高責任者                    | DATO' JOVI HENG                        |
| 情報セキュリティ最高責任者        | ANDY PRAKASH                           |
| テクノロジー最高責任者            | DEXTER NG                              |
| ブ ロックチェーンコン サ ルタント | JONAS LARSSON                          |
| 法律顧問                          | JANSON TAN                             |
| マーケティング・マネージャー      | KITADA KENJI                           |
| 業務マネジャー                    | DATIN KANACE TAN                       |

## 暗号資産「KOZJIN」とトークン「KOZ」
KOZJINは分散型暗号資産であり、FinTech（フィンテック）サービスを活用したエコシステムな不動産投資を目指している。イーサリアム・プロトコル「ERC20」を採用している。
2019年6月、暗号資産取引所 DigiFinexへの上場契約をし、2019年7月18日、DigiFinexに上場した。

## アプリと主な機能
KOZJINウォレットとは、iOSとAndroid対応のモバイル端末用アプリで、ユーザーはこのアプリを使って所有する暗号資産を管理・保管する。ウォレットに保管された暗号資産はクイックエクスチェンジ機能で複数の通貨（現在はビットコイン〈BTC〉、イーサリアム〈ETH〉対応）に両替、送金および受取できる。

## グループ会社・関連会社

### ECOワールドテクノロジー有限会社
クアラルンプールに本社があるマレーシアの大手不動産開発会社のうちの一つである。環境に配慮したハイグレードな建築で知られている。現在、ランカウイ島とケランタン州で総合グリーンリゾート、ビジネスセンター、高級住宅、マンション、戸建住宅プロジェクトを進めている。

### ACG Construction Pte Ltd （ACGホールディング有限会社）
商業用地および住宅用地など、都市開発を中心に様々なプロジェクトを手掛ける不動産関連会社である。代表的なプロジェクトは、Paragon Residence（パラゴン・レジデンス）、Paragon Suite（パラゴン・スイート）およびACG City（ACGシティ、下記参照）など。 
「ACG City」プロジェクト（ベトナム ハイフォン市）
「ACG City」はベトナム第3の都市ハイフォン市に位置する総価格2.6億ドルの大型プロジェクトである。ハイフォン市は中国の広西省からわずか300キロメートルの距離で、「一路一帯」にある重要な都市の一つである。住宅と商業施設の複合施設を中心とした総面積37万平方メートルのプロジェクトである。